# Sphaerodactylus richardi
Sphaerodactylus richardi es una especie de geco del género Sphaerodactylus, familia Sphaerodactylidae, orden Squamata. Fue descrita científicamente por Hedges y Garrido en 1993.

## Descripción
La longitud hocico-respiradero es de 31,1 milímetros.

## Distribución
Se distribuye por Cuba.